# Mike Brown (rugbysta)

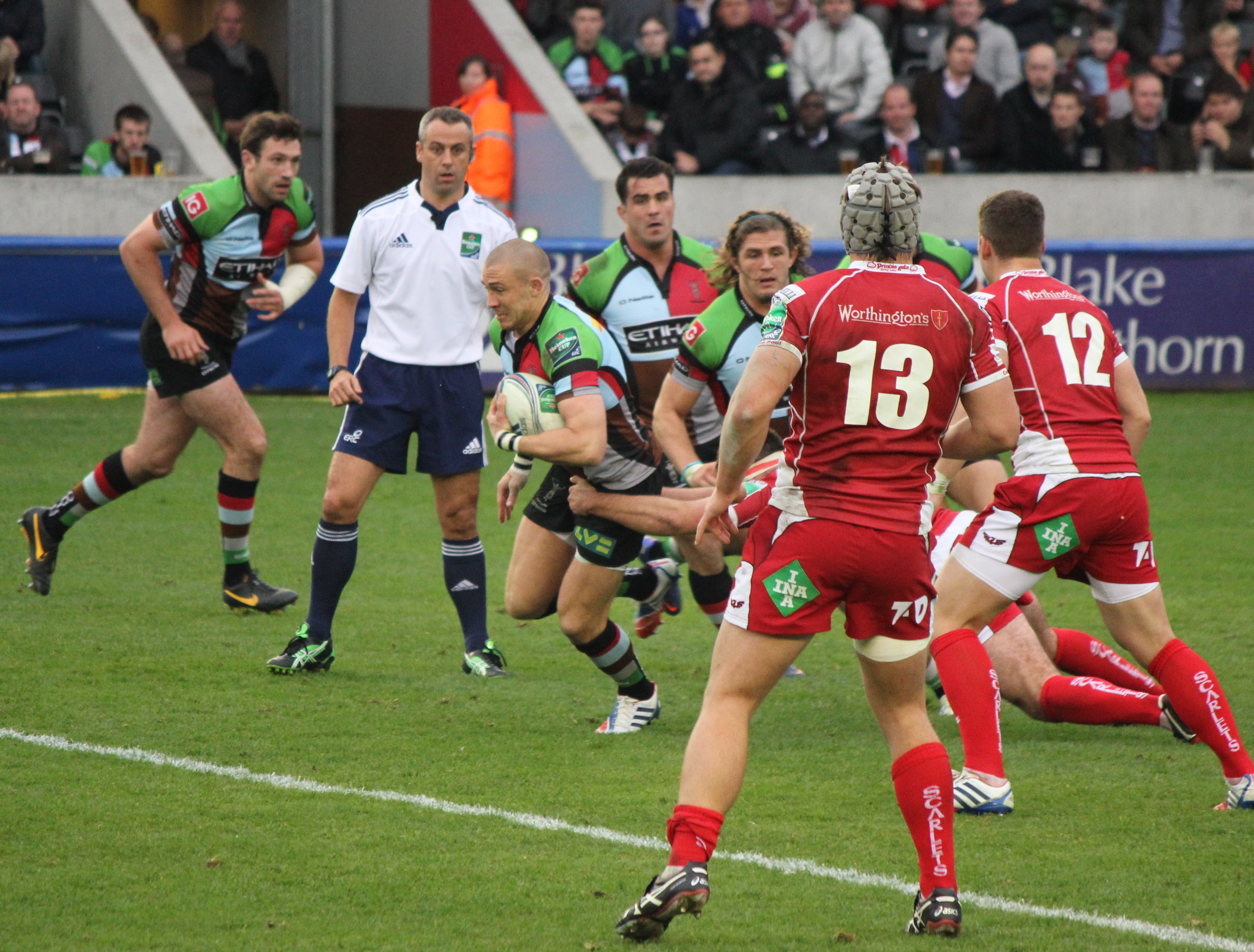
Brown przedzierający się przez obrońców Scarlets (2013)

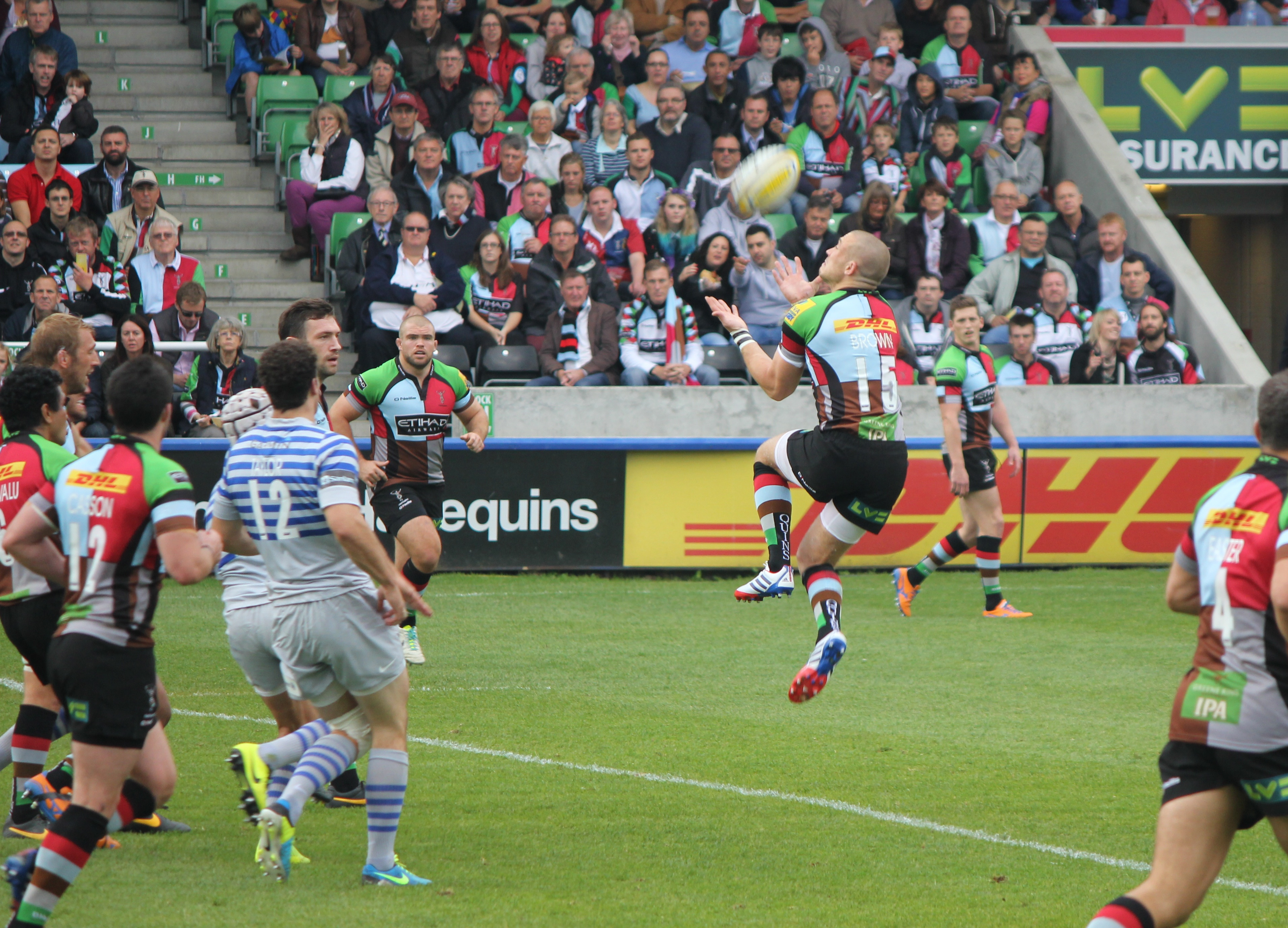
Brown w trakcie meczu z Saracens (2013)

Mike Brown (ur. 4 września 1985 r. w Southampton) – angielski rugbysta występujący na pozycji obrońcy, reprezentant kraju, uczestnik Pucharu Świata.
Jego grę cechuje zdolność do przełamywania szarż przeciwnika i umiejętność bezpiecznego łapania wysoko zawieszonych piłek.

## Młodość
Mike grę w rugby rozpoczął w wieku ośmiu lat w miejscowym klubie Salisbury R.F.C., zaś po kilku latach przeniósł się do Melksham R.F.C., gdzie rozpoczął treningi w grupie do lat 13. W 2002 roku trafił do akademii podlondyńskiego klubu Harlequin F.C., gdzie wkrótce przebił się do pierwszego składu zespołu młodzieżowego.
Na poszczególnych poziomach wiekowych reprezentował też regiony: Dorset & Wiltshire (od U-14 do U-18), South West (U-18) i Hampshire (U-20).
Brown uczęszczał do Wyvern College w Salisbury, a następnie do Peter Symonds College w Winchesterze.

## Kariera klubowa
W październiku 2005 roku 20-letni wówczas obrońca zadebiutował w pierwszej drużynie Harlequins w meczu z Doncaster Knights, dodatkowo podkreślając swój występ zdobytym przyłożeniem. Sezon 2005/2006 Brown zakończył z wynikiem siedmiu przyłożeń w 13 spotkaniach, co przyniosło mu tytuł klubowego „młodego zawodnika roku”. Wysoką formę – i miejsce w podstawowym składzie – utrzymał również w kolejnym sezonie, dzięki czemu został uznany „zawodnikiem roku”. Rok później rozgrywając 30 z 32 meczów Premiership, spędził na boisku więcej czasu niż jakikolwiek inny gracz.
Pierwsze trofeum na arenie europejskiej Brown zdobył w maju 2011 roku, kiedy to Quins pokonali w finale European Challenge Cup Stade Français 19:18. W sezonie 2010/2011 został również wybrany przez klubowych kolegów najlepszym graczem w drużynie (ang. players’ player of the season). Sezon 2011/2012 to raz jeszcze pokaz wysokiej formy obrońcy Harlequins – jednego z filarów drużyny, która zdobyła pierwszy w klubowej historii tytuł mistrza Anglii. Brown imponował formą szczególnie w pierwszej fazie sezonu, kiedy to zdobył 12 przyłożeń, w tym pięć w sześciu meczach fazy grupowej Pucharu Heinekena.

## Kariera reprezentacyjna
Po raz pierwszy Brown został powołany do reprezentacji narodowej w 2006 roku, do zespołu do lat 21, który zdobył Wielki Szlem podczas młodzieżowego Puchar Sześciu Narodów. Wystąpił też podczas Mistrzostw Świata U-21, które odbyły się w tym samym roku.
Na początku 2007 roku Brown otrzymał powołanie do drugiej reprezentacji Anglii znanej jako England Saxons. W jej barwach rozegrał mecz z drużyną Włoch A, w którym popisał się przyłożeniem oraz Irlandii A. Dobre występy zaowocowały powołaniem do pierwszej drużyny na serię meczów z reprezentacją Południowej Afryki. Brown zadebiutował w meczu rozegranym 27 maja 2007 r. w Bloemfontein, jednak rozegrawszy jeszcze dwa spotkania, wypadł z kadry na kilka lat.
W 2011 roku ponownie został włączony w skład England Saxons – na rozgrywane równolegle do Pucharu Sześciu Narodów mecze z drugimi drużynami Włoch i Irlandii. W czerwcu wraz z reprezentacją B wziął udział w Churchill Cup, w którym Anglicy zajęli pierwsze miejsce.
W 2012 roku Brown powrócił do reprezentacji Anglii na Puchar Sześciu Narodów. Z uwagi na dużą rywalizację na pozycji obrońcy (m.in. z Benem Fodenem) Brown początkowo był zmiennikiem lub występował na pozycji skrzydłowego. Pewne miejsce na pozycji nr 15 wywalczył sobie dopiero w połowie kolejnego roku.
Podczas Pucharu Sześciu Narodów w 2014 roku Brown zdobył cztery przyłożenia, co było (na równi z Jonathanem Sextonem) najlepszym wynikiem w turnieju. Przyniosło mu to tytuł najlepszego zawodnika imprezy.
W trakcie meczu z reprezentacją Włoch w ramach Pucharu Sześciu Narodów 2015 Brown po starciu z rywalem, Andreą Masim doznał wstrząśnienia mózgu. Z uwagi na wciąż nawracające objawy, Brown wznowił treningi dopiero po przeszło trzech miesiącach. Nie przeszkodziło mu to jednak w zdobyciu powołania na rozgrywany w Anglii we wrześniu i październiku 2015 roku Puchar Świata.

## Wyróżnienia
- Najlepszy zawodnik Pucharu Sześciu Narodów 2014[1][17]
- Najlepszy zawodnik Premiership w sezonie 2013/2014[1][22]
- Gracz roku 2014 w barwach reprezentacji według Rugby Players’ Association (RPA England Player of the Year 2014)[1][23]